# Bittacus moschinus
Bittacus moschinus är en näbbsländeart som beskrevs av Navás 1914. Bittacus moschinus ingår i släktet Bittacus och familjen styltsländor. Inga underarter finns listade i Catalogue of Life.